# Polska służba duszpasterska w wojnie polsko-bolszewickiej

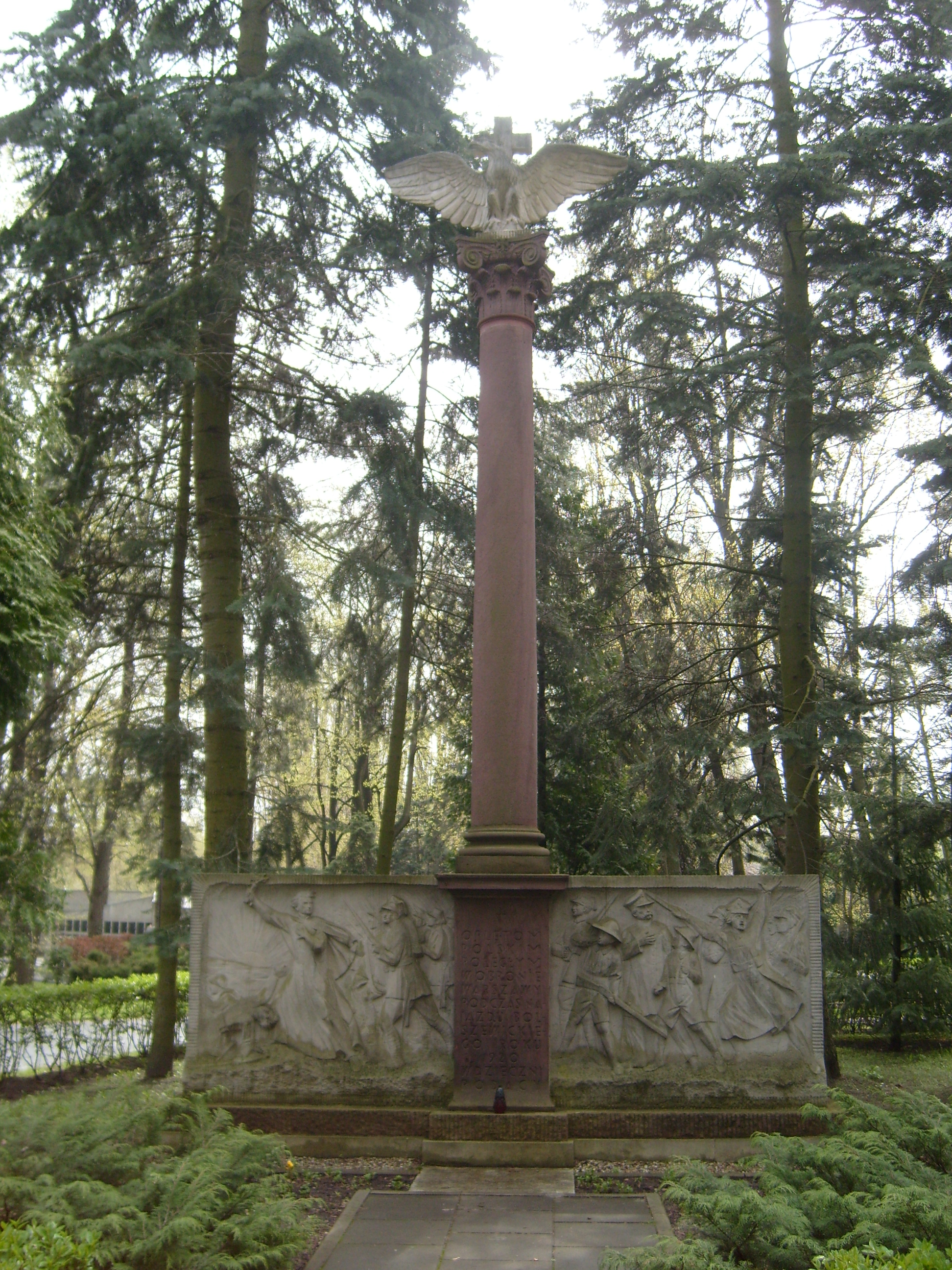
Cmentarz Wojskowy na Powązkach – pomnik poległych w obronie Warszawy w 1920 r. z postacią księdza Ignacego Skorupki na płaskorzeźbie

Polska służba duszpasterska w wojnie polsko-bolszewickiej – organizacja i działania służby duszpasterskiej Wojska Polskiego w okresie wojny polsko-bolszewickiej.
Służba duszpasterska zapewniała żołnierzom obsługę duszpasterską. W listopadzie 1918 utworzony został w Wojsku Polskim Konsystorz Polowy, a w jego skład weszli szefowie sekcji wyznania katolickiego, greckokatolickiego, protestanckiego, prawosławnego i mojżeszowego. W marcu 1919 w miejsce Konsystorza Polowego powołano Kurię Biskupią jako biskupstwo polowe dla wyznania rzymskokatolickiego, na czele z ks. bp. Stanisławem Gallem, a 1 kwietnia utworzono Sekcję Religijno-Wyznaniową dla Wyznań Niekatolickich. Jesienią 1919 przy Naczelnym Dowództwie Wojska Polskiego utworzono Urząd Duszpasterstwa ND. Był to organ wspólny dla wyznań katolickich i niekatolickich. W lutym 1920 Urząd Duszpasterstwa podporządkowany został Generalnemu Inspektorowi Służb.

## Organa naczelne służby duszpasterskiej

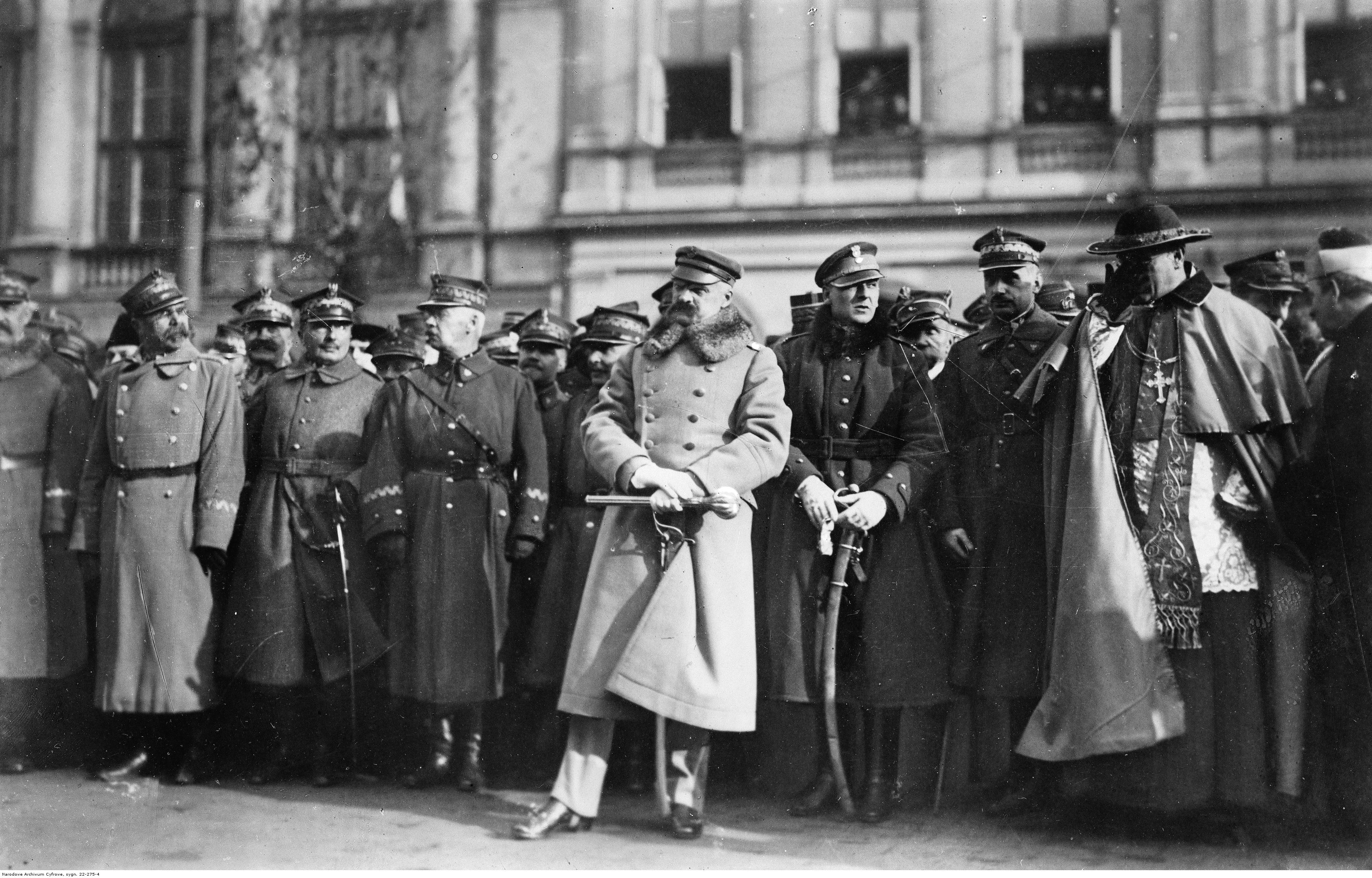
Uroczystość wręczenia buławy marszałkowskiej Józefowi Piłsudskiemu; z prawej biskup polowy Wojska Polskiego Stanisław Gall

W strukturach Departamentu Mobilizacyjno-Organizacyjnego Ministerstwa Spraw Wojskowych, w listopadzie 1918 utworzony został Konsystorz Polowy. Na jego czele stanął ks. dziekan Jan Pajkert. Przyjął on również tytuł tymczasowego Naczelnego Kapelana Wojska Polskiego. W skład Konsystorza Polowego wchodzili szefowie: Sekcji Wyznania Katolickiego, Sekcji Grecko-Katolickiej, Sekcji Wyznania Protestanckiego, Sekcji Wyznania Prawosławnego i Sekcji Wyznania Mojżeszowego. Konsystorz zajmował się sprawami „administracji duchownej” w wojsku. Zaopatrywał kapelanów w paramenty liturgiczno-kościelne, organizował służbę duszpasterską, przeprowadził ewidencję księży pracujących na stanowiskach kapelanów wojskowych. Kwestie związane z czynnościami duszpasterskimi należały do duszpasterzy poszczególnych garnizonów i jednostek wojskowych. 18 stycznia 1919 wydano rozporządzenie Naczelnego Wodza ustalające porządek hierarchiczny duchowieństwa w Wojsku Polskim. Na jego czele stał biskup polowy, któremu podlegali: naczelny kapelan – zastępca biskupa polowego, dziekani Okręgów Generalnych i dziekan Marynarki Wojennej, proboszczowie dywizji, kapelani pułków lub równoznacznych oddziałów wojskowych.
5 lutego 1919 wizytator apostolski mons. Achille Ratti przekazał informację o utworzeniu w Polsce przez papieża Benedykta XV biskupstwa polowego. Na jego czele stanął biskup sufragan warszawski ks. bp Stanisław Gall. W sprawach duchownych był on zależny od Stolicy Apostolskiej, a w sprawach wojskowo-administracyjnych podlegał bezpośrednio ministrowi spraw wojskowych. Zastępcą biskupa polowego został wikariusz generalny ks. Jan Pajkert. Zgodnie z obowiązującymi przepisami prawa kanonicznego Konsystorz Polowy nazwany został Kurią Polową Wojsk Polskich.
| Organizacja Polowej Kurii Biskupiej: |                                     |                                     |                                     |              |              |                                     |
| Biskup Polowy ks. dr Stanisław Gall  |                                     |                                     |                                     |              |              |                                     |
| Kanclerz ks. dr Tadeusz Jachimowski  | Kanclerz ks. dr Tadeusz Jachimowski | Wikariusz Generalny ks. Jan Pajkert | Wikariusz Generalny ks. Jan Pajkert | Oficjał Sądu | Oficjał Sądu | Dziekan Greckokatolicki             |
| Wydział Ogólno-Organizacyjny         | Wydział Ogólno-Organizacyjny        | Wydział Jurysdykcyjny               | Wydział Jurysdykcyjny               | Sąd Biskupi  | Sąd Biskupi  |                                     |
|                                      | Referat Ogólny                      |                                     | Referat Jurysdykcyjno-Liturgiczny   |              | Sędziowie    | Samodzielny Referat Greckokatolicki |
| Referat Organizacyjny                | Referat Personalny                  | Promotor Sprawiedliwości            |                                     |              |              |                                     |
| Referat Metrykalny                   | Referat Oświatowy                   | Obrońca Węzła Małżeńskiego          |                                     |              |              |                                     |
| Referat Gospodarczy                  |                                     | Notariusz                           |                                     |              |              |                                     |

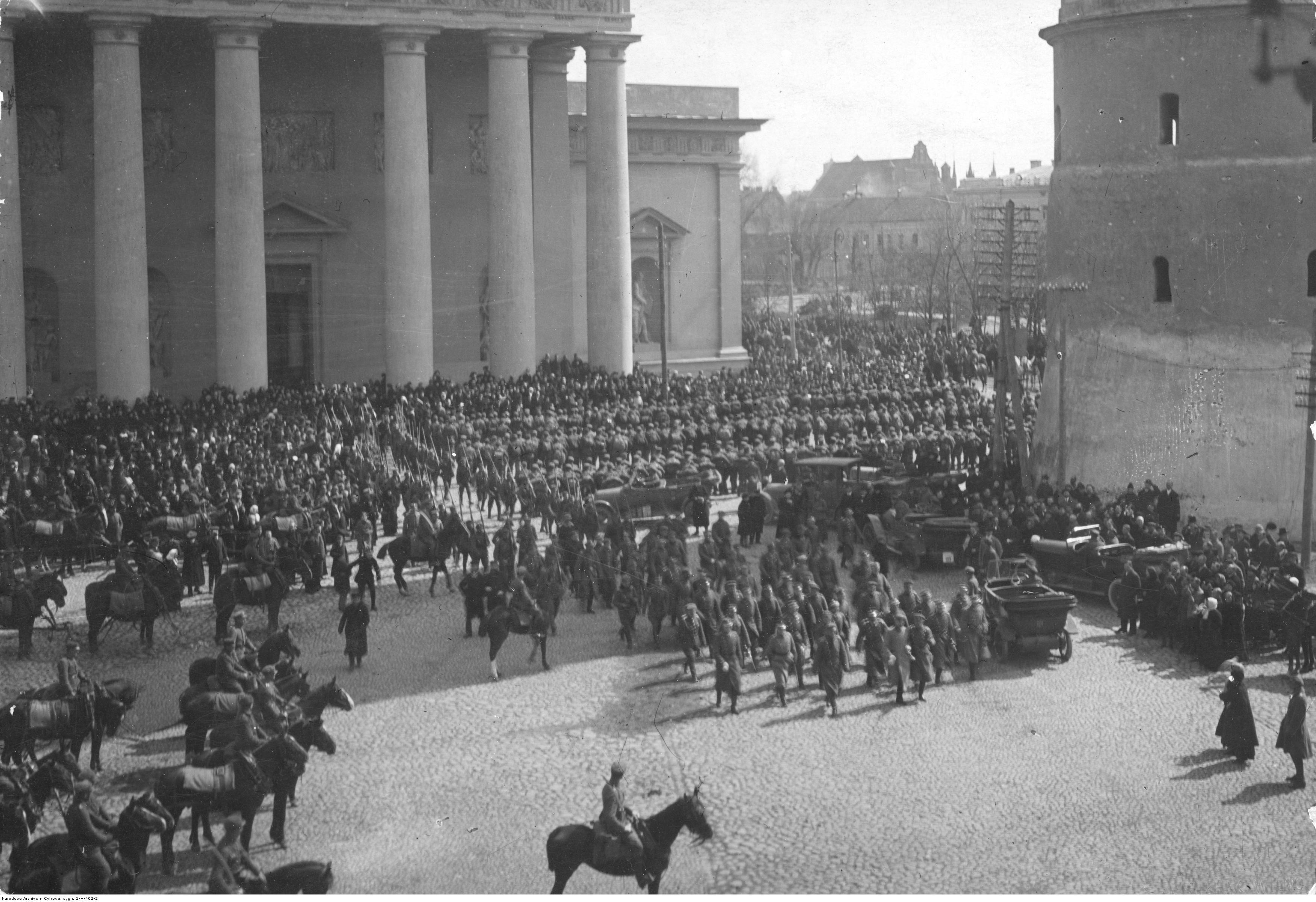
Zajęcie Wilna - wojsko przed katedrą wileńską po uroczystym nabożeństwie; kwiecień 1919

W lipcu 1920, czyli w okresie największego zagrożenia utratą niepodległości, w ramach Kurii Biskupiej WP utworzony został specjalny, niezależny od struktur wojskowych, Wydział Oświaty. W ten sposób czyniono próby samodzielnego uczestnictwa kościoła katolickiego w działalności oświatowo-wychowawczej w wojsku. Spotkało się to z krytyczną oceną kierownictwa Wojska Polskiego i jesienią 1920 eksperyment został zakończony.
Dla pozostałych wyznań, w ramach Departamentu Mobilizacyjno-Organizacyjnego, utworzono Sekcję Religijno-Wyznaniową dla Wyznań Niekatolickich kierowaną przez mjr. Bronisława Pierackiego. Składała się ona z referatów wyznania: ewangelickiego, mariawickiego, prawosławnego, mojżeszowego i mahometańskiego oraz Wydziału Metrykalnego. 
| Organizacja Sekcji Religijno-Wyznaniowej: |                                                              |
| Komórka organizacyjna                     | Obsada                                                       |
| szef sekcji                               | oficer sztabowy                                              |
| doradca prawny                            | kapitan korpusu sądownictwa                                  |
| kancelaria                                | naczelnik kancelarii, 2 maszynistki, pisarz, woźny, 2 gońców |
| referentura wyznań ewangelickich          | referent-pastor, pisarz                                      |
| referentura wyznania mariawickiego        | referent-kapelan, pisarz                                     |
| referentura wyznania prawosławnego        | referent-kapelan, pisarz                                     |
| referentura wyznania mojżeszowego         | referent-rabin, pisarz                                       |
| referentura wyznania mahometańskiego      | referent-mułła, pisarz                                       |
| wydział metrykalny                        | naczelnik wydziału, kancelista, maszynistka, 2 pisarzy       |
| tabor sekcji                              | powóz, woźnica, 2 konie powozowe                             |

W sierpniu powstał Główny Urząd Duszpasterski dla wyznania ewangelicko-augsburskiego kierowany przez ks. Ryszarda Paszko, w październiku Wojskowy Urząd Duszpasterski dla wyznania mahometańskiego na czele z naczelnym mułłą Sinatullem Chabibullinem, a w listopadzie Główny Urząd Duszpasterski dla wyznania ewangelicko-reformowanego, na czele z ks. Kazimierzem Szeferem i Główny Urząd Duszpasterski dla wyznania prawosławnego kierowany przez ks. Bazylego Martysza. W grudniu zaczął działać Główny Urząd Wyznaniowy dla wyznania mojżeszowego z dr. Józefem Miesesem.
W lutym 1920 nastąpiła reorganizacja naczelnych władz wojskowych, a Sekcja Religijno-Wyznaniowa dla Wyznań Niekatolickich została przemianowana na Sekcję Wyznań Obcych i podporządkowana bezpośrednio ministrowi spraw wojskowych. Sekcja wkrótce zmieniła nazwę na Sekcję Wyznań Niekatolickich i Opieki nad Grobami Wojennymi.
| Skład Sekcji Wyznań Niekatolickich i Opieki nad Grobami Wojennymi            |
| ---------------------------------------------------------------------------- |
| Główny Urząd Duszpasterski Wyznania Prawosławnego                            |
| Główny Urząd Duszpasterski Wyznania Ewangelicko-Augsburskiego                |
| Główny Urząd Duszpasterski Wyznania Ewangelicko-Unijnego                     |
| Główny Urząd Duszpasterski Wyznania Ewangelicko-Reformowanego                |
| Główny Urząd Duszpasterski Wyznania Starokatolickiego Kościoła Mariawickiego |
| Główny Urząd Duszpasterski Wyznania Mojżeszowego                             |
| Główny Urząd Duszpasterski Wyznania Mahometańskiego                          |
| Główny Urząd Opieki nad Grobami Wojennymi,                                   |
| Archiwum Metrykalne                                                          |

## Działania służby w formacjach frontowych

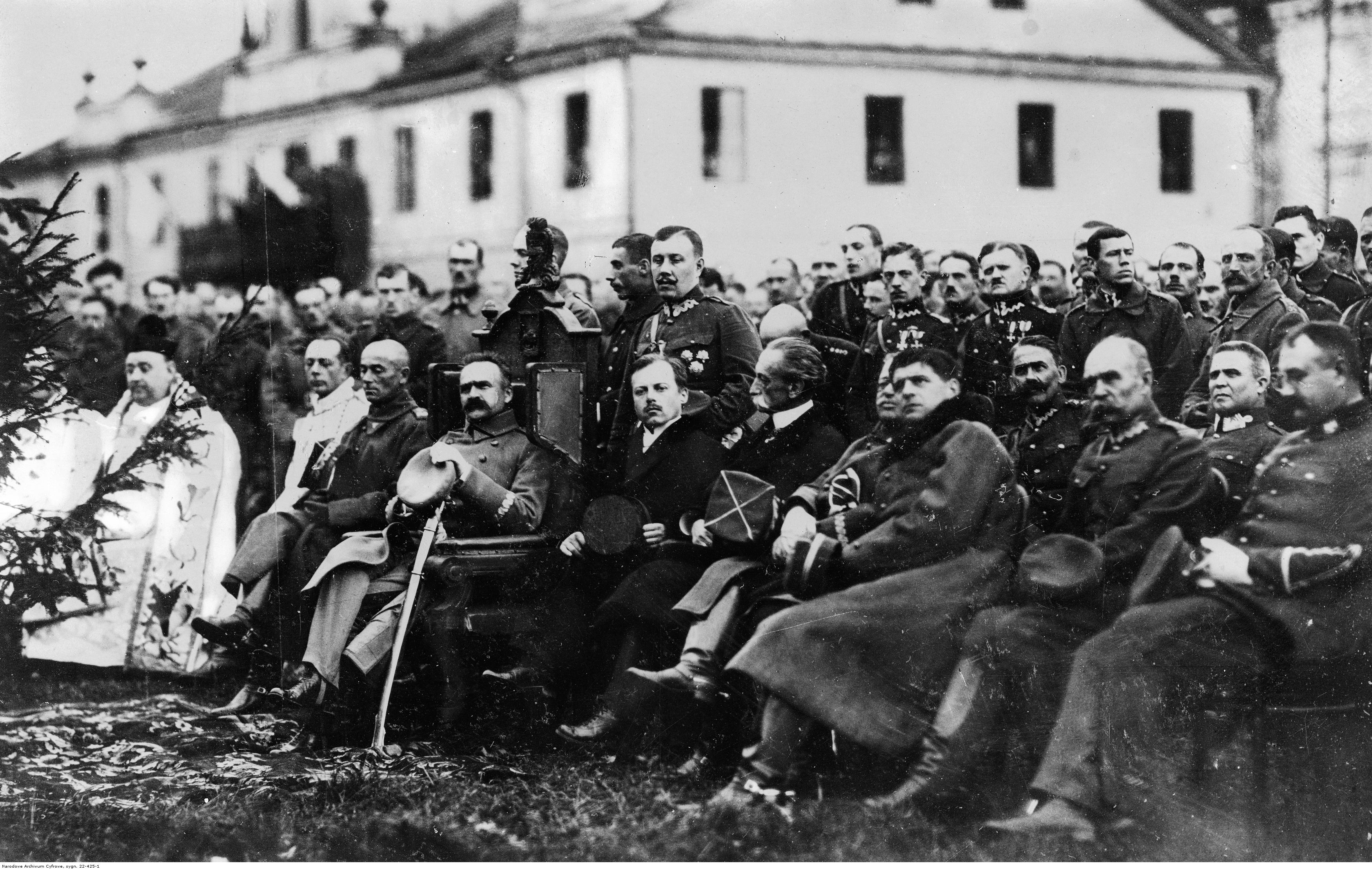
Msza polowa podczas wizytacji Frontu Litewsko-Białoruskiego przez Naczelnika Państwa Józefa Piłsudskiego – Grodno, 1 czerwca 1919

Jesienią 1919 przy Naczelnym Dowództwie Wojska Polskiego utworzono Urząd Duszpasterstwa Naczelnego Dowództwa WP kierowany przez ks. Piotra Niezgodę. W lutym 1920 Urząd podporządkowany został Generalnemu Inspektorowi Służb gen. Janowi Romerowi. Urząd ten sprawował nadzór nad kapelanami i rabinami wojskowymi. Na szczeblu pułku znajdował się kapelan wojskowy. W październiku 1919 wprowadzono dwutorową podległość kapelanów wojskowych. Pod względem posługi duszpasterskiej podlegali oni Biskupowi Polowemu WP, a podległość służbowa wynikała z przyporządkowania dowódcom formacji, przy których kapelani wojskowi występowali. Przy związkach operacyjnych znajdował się dziekanat duszpasterstwa rzymskokatolickiego, któremu podlegali kapelani. Na czele duszpasterstwa dywizji stał proboszcz. Był on jednocześnie kapelanem jednego z pułków. Kapelani znajdowali się też przy oddziałach zapasowych i szpitalach.
Obok kapelanów zawodowych przewidziano też instytucję kapelanów pomocniczych, którzy powoływani byli w garnizonach liczących co najmniej tysiąc ludzi, w szpitalach wojskowych na minimum dwieście łóżek lub epidemicznych na sto łóżek. Mianował ich biskup polowy w porozumieniu z właściwymi władzami diecezjalnym i lub zakonnymi i ministrem spraw wojskowych. Kapelan pomocniczy nie mógł być wysłany na front. Pracę duszpasterską o charakterze misyjnym prowadzili lotni kapelani. Ich rolą było prowadzenie misji, rekolekcji, organizowanie spowiedzi w jednostkach liniowych. Wykonywali oni zadania specjalne, wyznaczone przez biskupa polowego, związane głównie z podnoszeniem morale i nastrojów patriotycznych wojska.
Oprócz typowej pracy duszpasterskiej, kapelani prowadzili też działalność oświatowo-wychowawczą. Odbywało się to poprzez kazania i indywidualną pracę duszpasterską z żołnierzami. W tym wypadku problematyka wychowawcza była ściśle łączona z problematyką religijną. Regulamin Wewnętrzny MSWojsk. stanowił: Duchowni wojskowi są obowiązani do bezpłatnego świadczenia posług duchownych, ściśle przestrzegając przepisów prawa kanoniczego i cywilnego. Oprócz posług duchownych obowiązani są dbać o podniesienie poziomu estetycznego wojskowych, służyć im przykładem i radą, nieść pociechę, łagodzić spory i rozbudzać uczucia koleżeństwa, zachęcać do sumiennego wykonywania obowiązków i przestrzegać dyscypliny, podnosić ducha w chwilach  zmęczenia i niebezpieczeństwa. Kapelani wojskowi w czasie wojny obowiązani są: obchodzić okopy, w czasie bitwy być w punkcie opatrunkowym swego pułku lub w miejscu wskazanym przez dowódcę pułku.
Podstawową formą działalności oświatowo-wychowawczej były pogadanki prowadzone wśród wojsk przebywających na zapleczu frontu, jak i tych będących na linii frontu. Kapelani wojskowi i rabini mieli przede wszystkim troszczyć się o narodowe i moralne powinności wobec Ojczyzny w świadomości żołnierzy, zapoznawanie ich z etyką życia społecznego, w tym uczenie tolerancji wobec innych wyznań. Elementy wychowawcze zawarte były też w kazaniach głoszonych z okazji świąt państwowych i wojskowych.
Zagadnieniem spornym w pracy duszpasterskiej w wojsku była sprawa błogosławienia małżeństw. Uchwała Konferencji Biskupów Polskich z sierpnia 1919 ustalała, że nie istnieją osobne diecezje wojskowe i parafie wojskowe. Kapelani i proboszczowie garnizonów oraz dywizji nie posiadali zatem w tym zakresie praw proboszczowskich i błogosławienia małżeństw mogą wykonywać tylko o ile ordynariusz miejsca ich do tego upoważni, lub o ile następuje porozumienie między duchowieństwem parafialnym a duchowieństwem wojskowym zatwierdzone przez władzę duchowną.
Władze wojskowe określiły godła dla kapelanów. Godłem dla kapelanów wyznania rzymsko-katolickiego był krzyż chrześcijański, dla wyznań ewangelickich był krzyż zachodni gotycki, dla wyznania prawosławnego – krzyż wschodni potrójny, dla wyznania mariawickiego – monstrancja okolona promieniami, a dla religii mahometańskiej – półksiężyc.
Duchowieństwo na mundurach nosiło „łapkę” barwy kurtki, wypustka fioletowa.

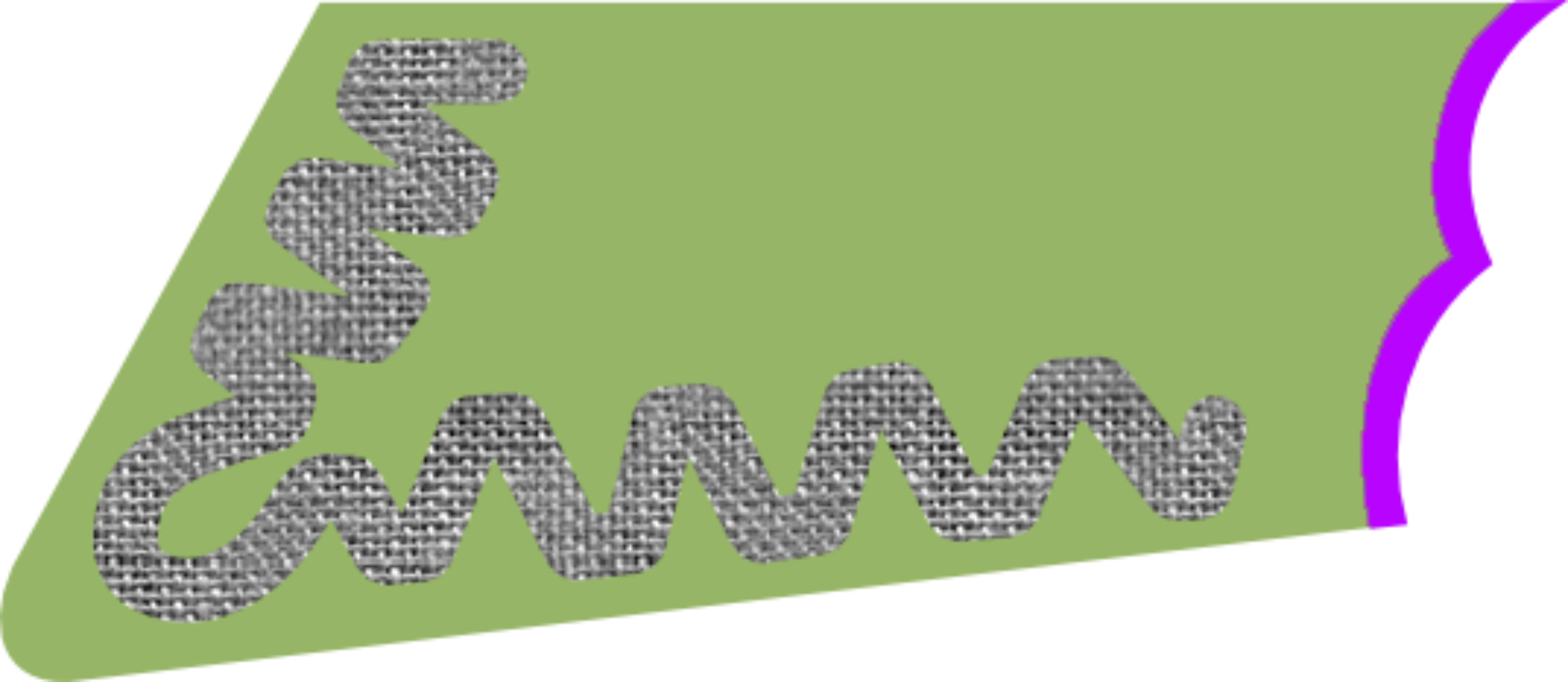
„Łapka” duchowieństwa:
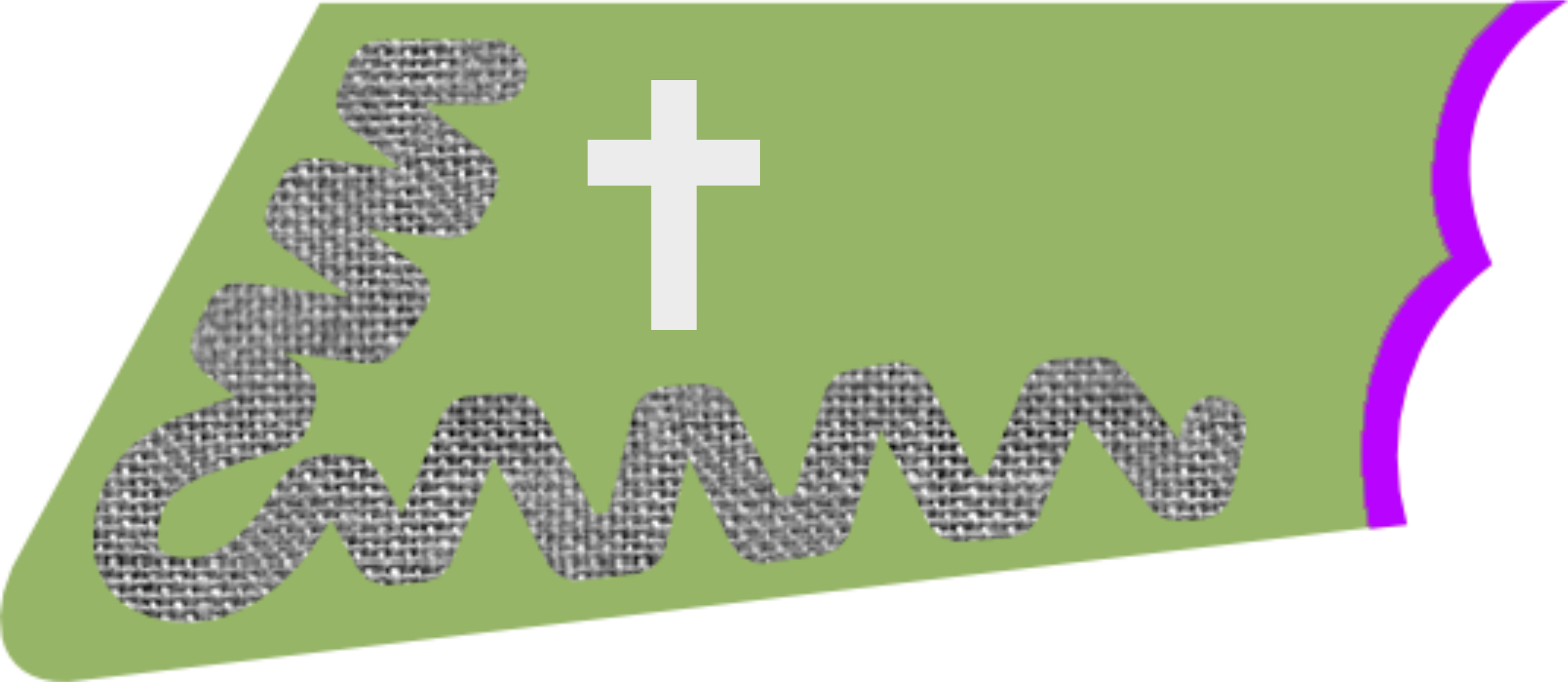
rzymskokatolickiego
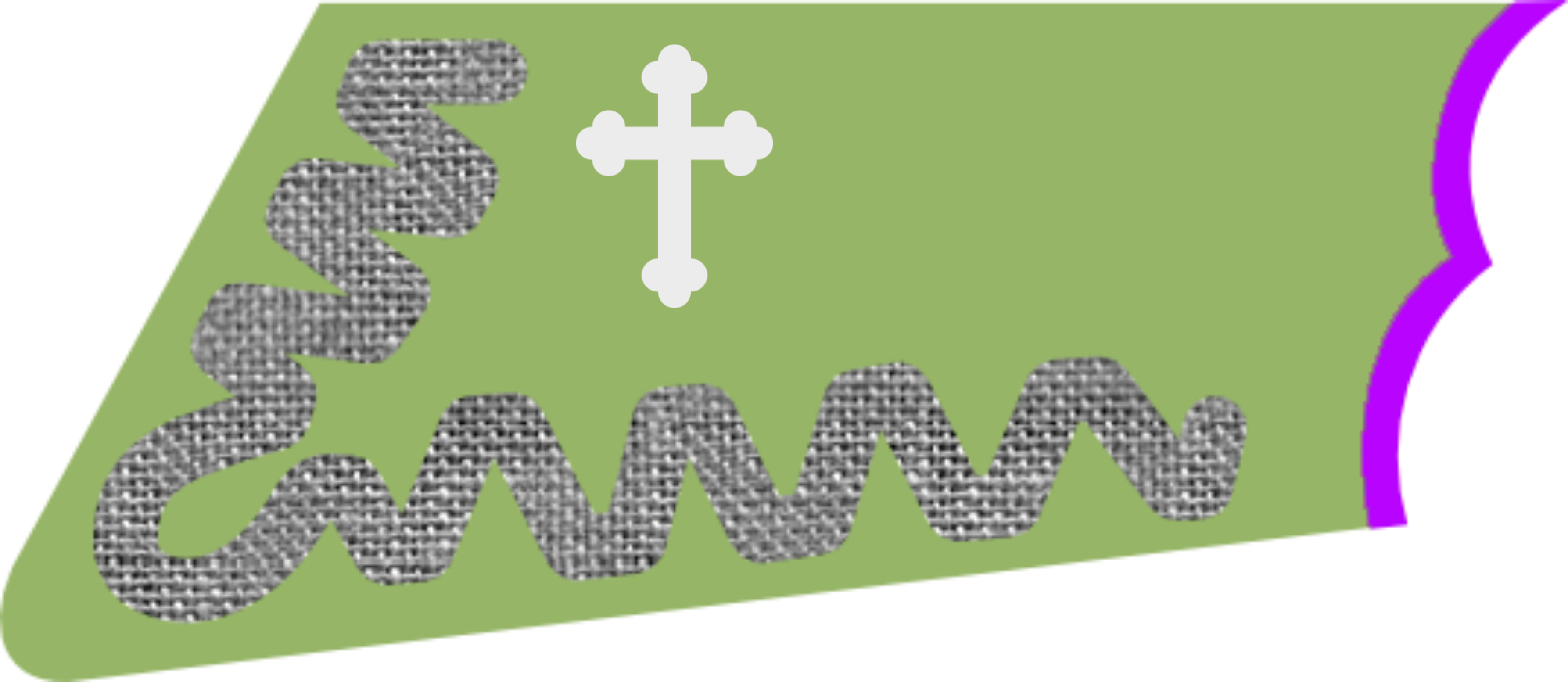
ewangelickiego
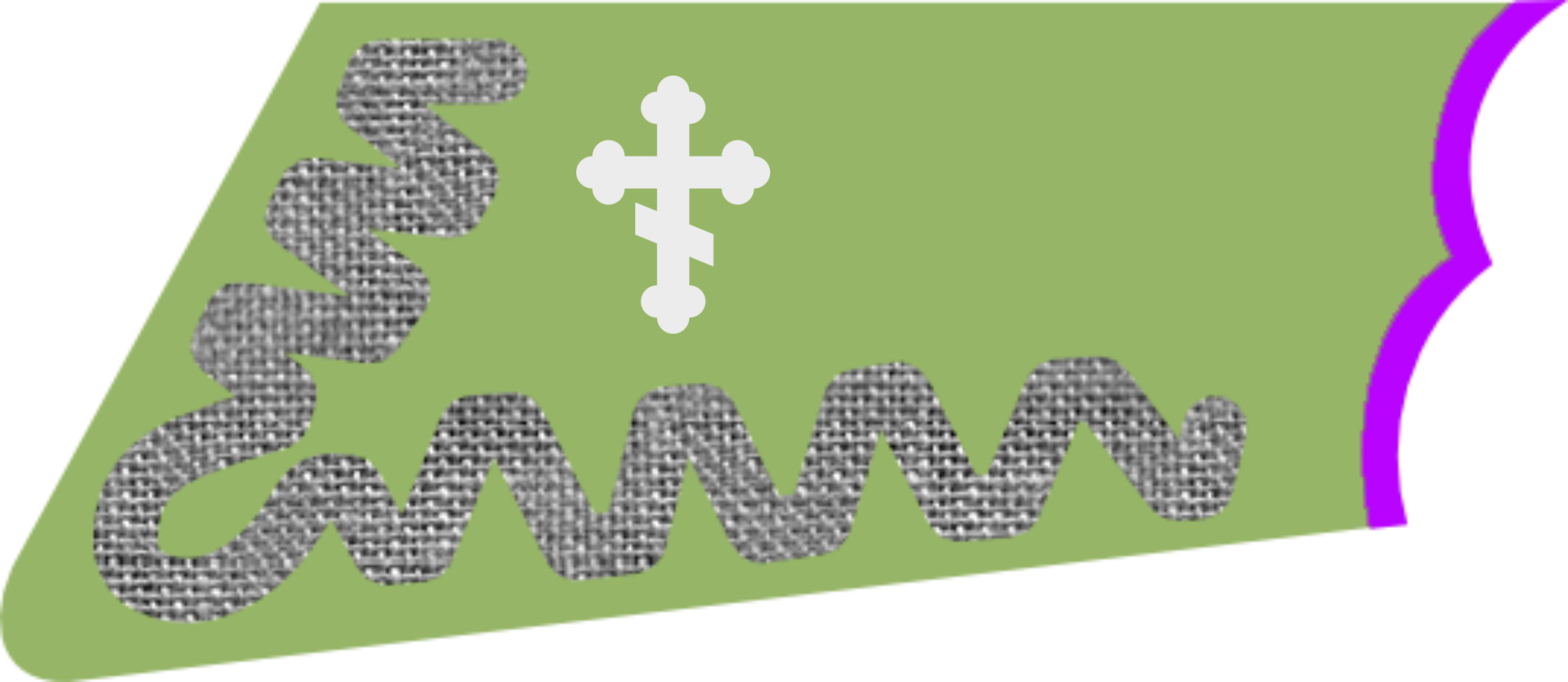
prawosławnego
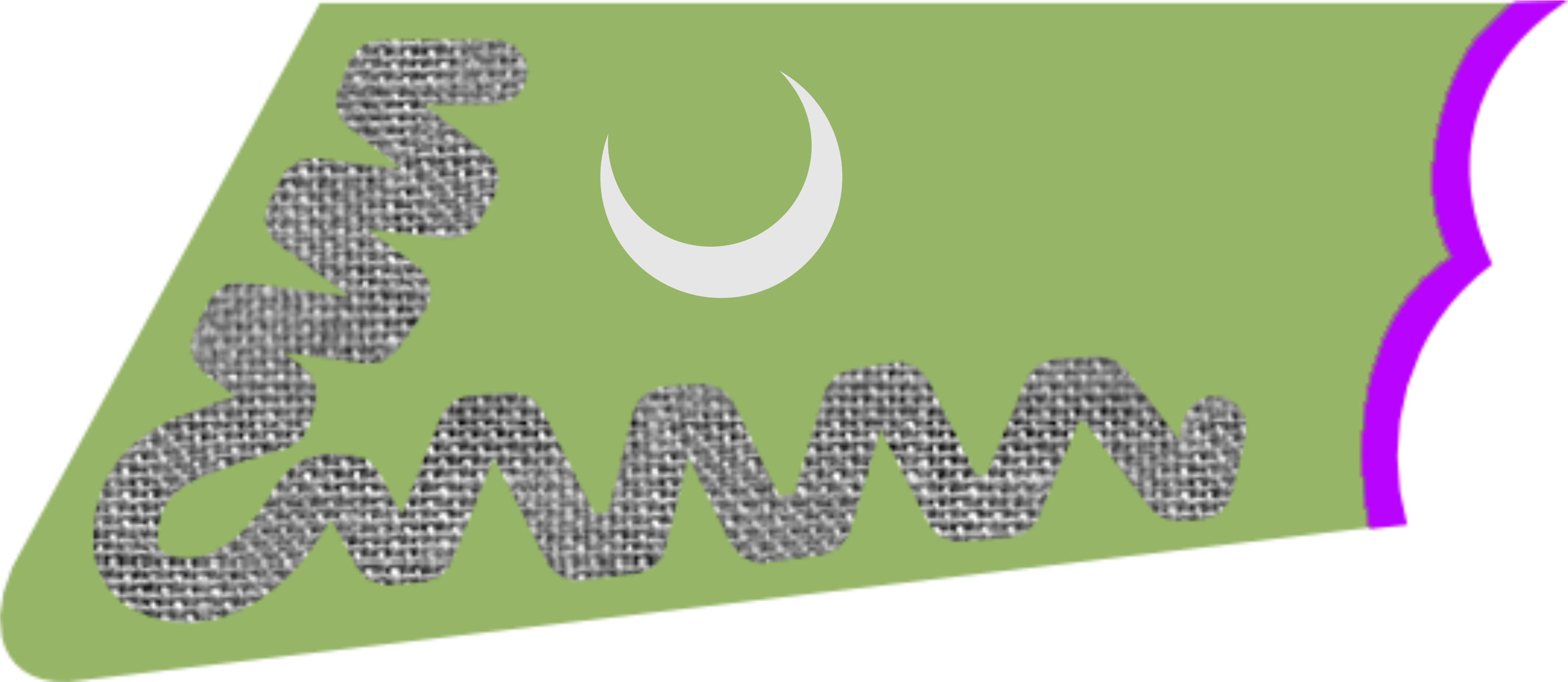
mahometańskiego